# Salomonøernes fodboldlandshold
Salomonøernes fodboldlandshold repræsenterer Salomonøerne i fodboldturneringer og kontrolleres af Salomonøernes fodboldforbund.